# Andreas Herbst
Andreas Herbst, né le 20 octobre 1955 à Berlin, est un historien allemand.

## Carrière
Herbst étudie l'histoire de 1977 à 1982 à l'Université Humboldt de Berlin et, après son diplôme d'historien, devient assistant de recherche au Musée d'histoire allemande de Berlin. En 1990, il rejoint la Commission historique de Berlin. À partir de 1998, il travaille au Centre de recherche sociale européenne de l'Université de Mannheim. Depuis 2001, il travaille au Mémorial de la Résistance allemande.
Son principal domaine de recherche est la biographie historique. Il s'est fait un nom en tant qu'auteur et co-éditeur de plusieurs encyclopédies et manuels de référence sur le Parti communiste d'Allemagne et le Parti socialiste unifié d'Allemagne ainsi que sur les dirigeants de la République démocratique allemande.

## Ouvrages (sélection)
En tant qu'auteur :
- avec Winfried Ranke, Jürgen Winkler: So funktionierte die DDR. 3 Bände. Hamburg 1994.
- avec Hermann Weber: Deutsche Kommunisten. Biographisches Handbuch 1918 bis 1945. Dietz, Berlin 2004; 2., überarbeitete und stark erweiterte Auflage 2008,  (ISBN 978-3-320-02130-6).
- avec Werner Breunig: Biografisches Handbuch der Berliner Stadtverordneten und Abgeordneten 1946–1963 (= Schriftenreihe des Landesarchivs Berlin. Band 14). Landesarchiv Berlin, Berlin 2011,  (ISBN 978-3-9803303-4-3).
- avec Hermann Weber: Deutsche Kommunisten: Supplement zum Biographischen Handbuch 1918 bis 1945. Dietz, Berlin 2013,  (ISBN 978-3-320-02295-2).

En tant qu'éditeur :
- avec Gerd-Rüdiger Stephan, Jürgen Winkler: Die SED. Geschichte – Organisation – Politik. Ein Handbuch. Dietz, Berlin 1997,  (ISBN 3-320-01951-1).
- avec Gerd-Rüdiger Stephan und anderen: Die Parteien und Organisationen der DDR. Ein Handbuch. Berlin 2002.
- avec Helmut Müller-Enbergs und anderen: Wer war wer in der DDR? 5. Auflage 2010.
- avec Mario Niemann (de): SED-Kader: Die mittlere Ebene. Biographisches Lexikon der Sekretäre der Landes- und Bezirksleitungen, der Ministerpräsidenten und der Vorsitzenden der Räte der Bezirke 1946 bis 1989. Paderborn/München/Wien/Zürich 2010.
- avec Werner Breunig: Biografisches Handbuch der Berliner Abgeordneten 1963–1995 und Stadtverordneten 1990/1991 (= Schriftenreihe des Landesarchivs Berlin. Band 19). Landesarchiv Berlin, Berlin 2016,  (ISBN 978-3-9803303-5-0).